# Eclipse Comics
Eclipse Comics est une maison d'édition américaine spécialisée dans les comics, fondée en 1977 par Jan et Dean Mullaney. C'est le premier éditeur de comics à avoir vendu des cartes à collectionner.
En 1994 la maison d'édition dut cesser ses opérations et déposa la bilan en 1995, sa dernière publication datant du printemps 1993.